# 中国電視公司
中国電視公司（ちゅうごくでんしこうし）は、中華民国（台湾）の地上波テレビ放送局である。略称は「中視」、「CTV」。英文表記は「China Television Company, Ltd.」。日本では「中国テレビ」、「台湾CTV」などと表記する場合が多い。社名の「中国」は中華民国のことを指す。2005年まで中国国民党が経営権を握り、同年以降は中国時報の傘下にある。これらの背景から現在「親中派メディア」と見なされている。台湾電視公司、中華電視公司と並ぶ同国の三大老舗テレビ局（zh:老三台）のひとつ。

## 会社概要
- 商号：中國電視事業股份有限公司
- 本社所在地：中華民国（台湾）台北市南港区重陽路118号
- 設立日：1968年9月3日
- 開局日：1969年10月31日
- 代表者
  - 董事長（会長）：林聖芬
  - 総経理（社長）：吳戈卿
- 資本金：27億9124万5830台湾元（約100億円）
- 子会社
  - 中視文化事業股份有限公司
  - 中視資訊科技股份有限公司
  - 中視公関顧問股份有限公司
  - 大中国際多媒体股份有限公司
  - 財団法人中視愛心社会福利慈善事業基金会

## 歴史

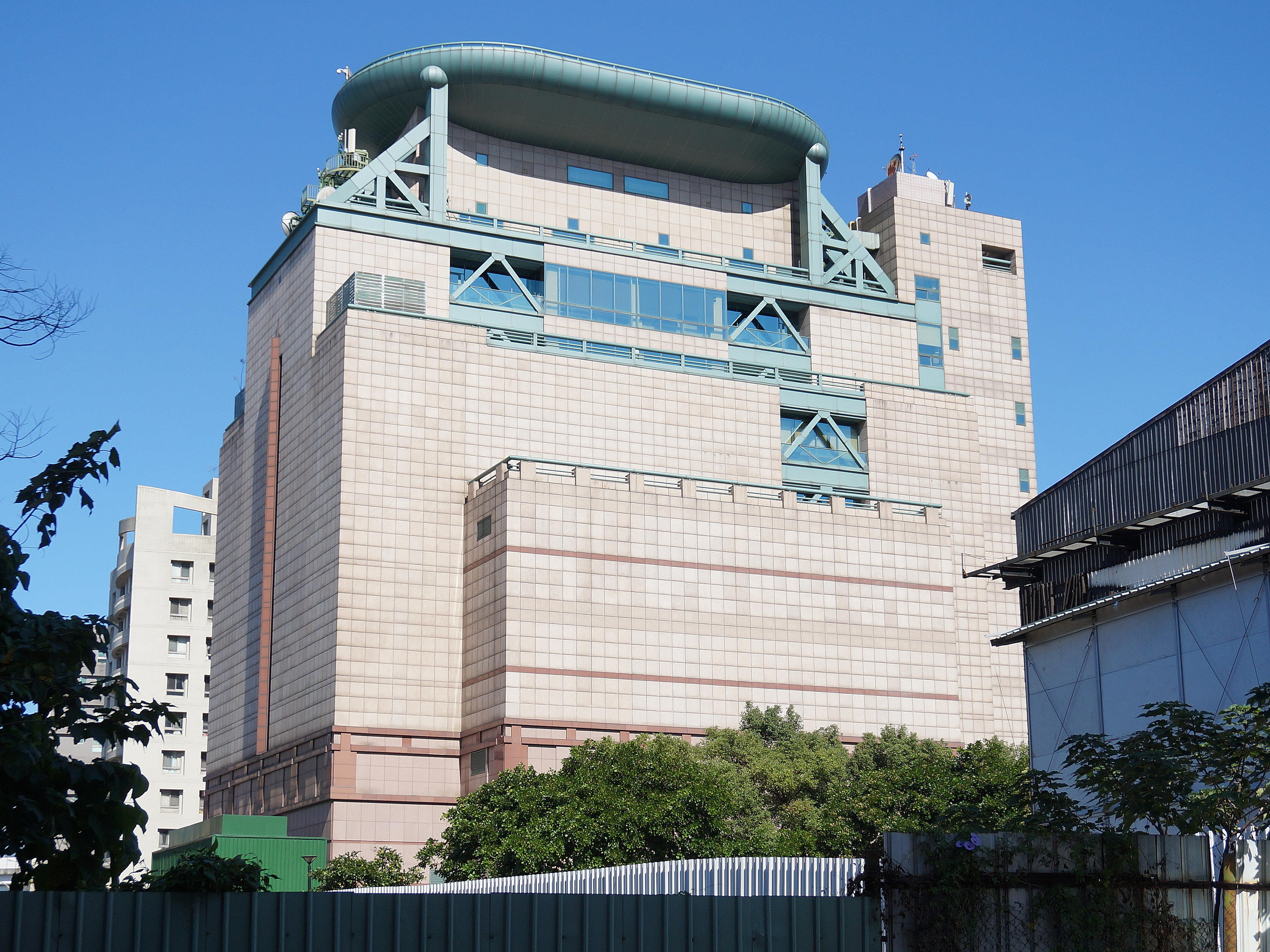
中視第二大楼（中国電視公司の現社屋）

- 1968年9月3日 - 中華民国総統・中国国民党総裁の蔣介石の指示により会社設立。当時の本社所在地は台北市仁愛路三段53号・中国広播公司旧社屋。
- 1969年10月9日 - 試験放送開始。
- 1969年10月31日 - 正式に開局する。台湾電視公司に続く台湾で2局目のテレビ局となり、開局時からカラー放送を実施した。
- 1970年代前半 - 経営破綻し、中国国民党が経営権を得て、この党の党営企業となる。
- 1986年 - 台北市南港区の現社屋「中国電視大廈」（または「中視大楼」）に移転する。
- 1992年1月1日 - 台視、華視とともにステレオ放送と二か国語放送を開始する。
- 1998年 - 第2ビル使用開始。
- 1999年8月9日 - 台湾メディア初の上場企業になる。
- 2005年12月24日 - 党・政府・軍が同局の経営から撤退する。
- 2012年7月21日 - 地上波ハイビジョンチャンネル「中視HD台」放送開始。
- 2016年2月15日 - 地上波の主チャンネルをハイビジョン放送移行する。
- 2017年5月22日 - 日本・NHK仙台放送局と相互に制作した映像を交換し、番組内で放送する協定を結んだ[1]。

## チャンネル
- 中視 (メインチャンネル)（中国語版）
- ニュースチャンネル（中視新聞台）
- クラシックチャンネル（中視經典台、元中視綜芸台）
- CTV Bravo（中視菁采台（中国語版）、元中視HD台）

## 主な番組
- 黄金拍档(1984年12月～1988年1月) - 同局で最も知名度が高いバラエティ番組。日本TBSの「8時だョ!全員集合」を模した内容で人気となり最高視聴率は44.4%にもなった。
- 大陸尋奇(1990年8月～) - 同局で最長寿の社会教育番組。中国大陸各地の風景や生活を紹介する番組。
- 還珠姫 プリンセスのつくりかた(1998年、1999年) - 清の時代が舞台のドラマ。台湾と中国大陸で大ブームとなった。
- あすなろ白書(2002年) - あすなろ白書の台湾リメイク版。
- 我猜我猜我猜猜猜（1996年～） - 呉宗憲が司会の高視聴率バラエティ番組。
- 綜藝大哥大（2002年～）- 人気の音楽バラエティ番組 - 過去に松田聖子がゲスト出演している。
- 周日八點黨（2000年～2008年7月）- 呉宗憲が司会の高視聴率バラエティ番組。400回以上続く。
- 超級星光大道（2007年～2011年3月）- 陶晶瑩が司会の高視聴率リアリティ番組。台湾と中華圏で大ブームとなった。

## アニメ

### 日本製作
- SLAM DUNK - 灌籃高手という名で放送。
- BØY - 神行太保という名で放送。
- 新世紀GPXサイバーフォーミュラ - 閃電霹靂車という名で放送。
- 超音戦士ボーグマン - 超音戰士という名で放送。
- 頭文字D - 賽車高手頭文字Dという名で放送。
- GTO - 麻辣教師GTOという名で放送。
- SF西遊記スタージンガー - 冒險五傑という名で放送。
- シャーマンキング - 通靈王という名で放送。
- ラブひな - 純情房東俏房客という名で放送。
- スレイヤーズ - 秀逗魔導士という名で放送。
- ジャングルの王者ターちゃん - 秀逗泰山という名で放送。
- 21エモン - 21世紀小福星という名で放送。
- ポコニャン - 叮噹貓という名で放送。
- はりもぐハーリー - 哈利動物園という名で放送。
- YAWARA! - 柔道英雌という名で放送。
- キャッツ・アイ - 貓眼という名で放送。
- シティーハンター(パート1+パート2) - 城市獵人という名で放送。
- エンジェル・ハート - 天使心という名で放送。
- 侍ジャイアンツ - 魔投手という名で放送。
- 忍者ハットリくん - 忍者哈特利という名で放送。
- 海底少年マリン - 海底小遊俠という名で放送(ちなみに海外版『Marine Boy』です)｡
- 悟空の大冒険 - 齊天大聖孫悟空という名で放送｡
- 海のトリトン - 海王子という名で放送｡
- アニメひみつの花園 - 動畫秘密花園という名で放送｡
- モンタナ・ジョーンズ - 奪寶奇謀という名で放送｡
- 釣りキチ三平 - 天才小釣手という名で放送｡
- アラビアンナイト  シンドバットの冒険 - 天方夜譚という名で放送｡
- トム・ソーヤーの冒険 - 湯姆歷險記という名で放送｡
- 小公女セーラ - 莎拉公主という名で放送｡
- 家なき子 - 咪咪流浪記という名で放送｡
- 宝島 - 金銀島という名で放送｡
- 科学忍者隊ガッチャマンシリーズ - 第1作は 科學小飛俠､第2、3作は旋風小飛俠という名で放送。
- ゴワッパー5 ゴーダム - 小英雄という名で放送｡
- 風船少女テンプルちゃん - 彩雲仙子という名で放送｡
- 六神合体ゴッドマーズ - 雷霆王という名で放送｡
- 宇宙戦士バルディオス - 宇宙戰士という名で放送｡
- レッドバロン - 紅色機器戰警という名で放送｡
- サイコアーマー ゴーバリアン - 海王星戰士という名で放送｡
- 超時空要塞マクロス - 宇宙戰艦という名で放送｡
- 超時空世紀オーガス - 時空戰警という名で放送｡（ただし台湾には放送局違いの再放送）
- 超時空騎団サザンクロス - 宇宙再生人という名で放送｡
- 機甲創世記モスピーダ - 太空戰神という名で放送｡
- GALACTIC PATROL レンズマン - 銀河戰士という名で放送｡
- あらいぐまラスカル - 小浣熊という名で放送｡（ただし台湾には放送局違いの再放送）
- 赤毛のアン - 小安妮という名で放送｡
- 名犬ジョリィ - 靈犬雪麗という名で放送｡
- オズの魔法使い - 綠野仙蹤という名で放送｡
- 未来少年コナン - 未來少年柯南という名で放送。
- とんがり帽子のメモル - 小小外星人という名で放送｡
- ふしぎの海のナディア - 海底兩萬里 という名で放送｡
- ポケットモンスター - 神奇寶貝という名で放送。
  - ポケットモンスター アドバンスジェネレーション - 神奇寶貝-超世代という名で放送。
  - ポケットモンスター ダイヤモンド&パール - 神奇寶貝-鑽石與珍珠という名で放送。
- こちら葛飾区亀有公園前派出所 - 烏龍派出所という名で放送。
- テニスの王子様 - 網球王子という名で放送。
- うえきの法則 - 植木的法則という名で放送。
- 鋼の錬金術師 - 鋼之鍊金術師という名で放送。
- 陸奥圓明流外伝 修羅の刻 - 陸奧圓明流外傳-修羅之刻という名で放送。
- DEATH NOTE - 死亡筆記本という名で放送。
- 極上生徒会 - 極上生徒會という名で放送。
- サクラ大戦 - 櫻花大戰という名で放送。
- ドラゴンボールGT - 七龍珠GTという名で放送。
- サイレントメビウス - 魔法陣都市という名で放送。
- バトルアスリーテス大運動会 - 大運動會という名で放送。
- あずまんが大王 - 笑園漫畫大王という名で放送。
- 幽☆遊☆白書 - 幽遊白書という名で放送。
- ガンダムシリーズ(SEEDとDESTINYと00) - 鋼彈SEEDと鋼彈SEED DESTINYと鋼彈00という名で放送。
- 機動武闘伝Gガンダム - 鋼彈Gという名で放送。
- 新機動戦記ガンダムW - 鋼彈Wという名で放送。
- 鬼神童子ZENKI - （日本語と同タイトル）
- 天地無用! - （日本語と同タイトル）
- NANA - （日本語と同タイトル）
- 銀魂 - （日本語と同タイトル）
- 犬夜叉 - （日本語と同タイトル）
  - 犬夜叉 完結編 - （日本語と同タイトル）
- 結界師 - （日本語と同タイトル）
- 毎日かあさん - 元氣媽媽という名で放送。
- 十二戦支 爆烈エトレンジャー - 十二生肖守護神 爆烈戰士という名で放送。
- ミスター味っ子 - 妙手小廚師という名で放送。
- らんま1/2 - 亂馬1/2という名で放送。
- BLEACH - 死神という名で放送。
- イナズマイレブン - 閃電十一人という名で放送。
  - イナズマイレブンGO - 閃電十一人GOという名で放送。
- ダンボール戦機 - 紙箱戰機という名で放送。
  - ダンボール戦機W - 紙箱戰機Wという名で放送。
- マギ - 魔奇少年という名で放送。
- ソードアート・オンライン - 刀劍神域という名で放送。
- 青の祓魔師 - 青之驅魔師という名で放送。
- 彼氏彼女の事情 - 男女蹺蹺板という名で放送。
- To Heart - 同班同學という名で放送。
- るろうに剣心 -明治剣客浪漫譚- - 神劍闖江湖という名で放送。
- 進撃の巨人 - 進擊的巨人という名で放送。
- ラブライブ! - 學園偶像計畫という名で放送。

### 日米合作
- キングコング - 金剛という名で放送。1967年、ビデオクラフト社と東映動画による日米合作テレビアニメ。
- サンダーキャッツ - 霹靂貓という名で放送。
- シルバーホークス - 銀鷹戰士という名で放送。
- Visionaries: Knights of the Magical Light - 魔幻奇兵という名で放送。
- 戦え!超ロボット生命体トランスフォーマー - 變形金剛という名で放送(アメリカ版)。
- 地上最強のエキスパートチーム G.I.ジョー - 大英雄という名で放送。

### 日仏加合作
- Jayce and the Wheeled Warriors - 閃電戰士という名で放送。

#### 映画
- 太陽の王子ホルスの大冒険 - 華倫王子という名でテレビに数回放送｡
- となりのトトロ - 龍貓という名で放送。
- 魔女の宅急便 - 魔女宅急便という名で放送。
- 火垂るの墓 - 螢火蟲之墓という名で放送。
- 平成狸合戦ぽんぽこ - 歡喜碰碰狸という名で放送。
- 海がきこえる - 海潮之聲という名で放送。

### 韓国製作
- 少女チャングムの夢 - 大長今-長今之夢という名で放送。

## 姉妹局
- 日本テレビ
- テレビ朝日
- CBS
- 韓国文化放送
- チャンネル3